# 清浦奎吾
清浦奎吾（きようら けいご，1850年3月27日—1942年11月5日），舊姓大久保（おおくぼ），幼名普寂，日本西海道肥後國山鹿郡上御宇田村（今熊本縣山鹿市鹿本町來民）人，樞密院議長、內閣總理大臣。
1884年，獲時任內務卿的山縣有朋賞識，34歲即被破格提拔為警保局長。
1892年，山縣有朋出任司法大臣，清浦奎吾擔任司法次官。
1896年，任司法大臣。
1922年，山縣有朋去世，接任山縣遺缺樞密院議長。

## 著作
著書於明治32年（1899年）明法堂所出版之『明治法制史』（信山社出版復刻、2003年）、晩年昭和13年（1938年）口述筆記『奎堂夜話』由今日問題社刊行。昭和10年（1935年）『伯爵清浦奎吾伝』上下巻、由德富蘇峰所監修。

## 親族
- 妻：清浦錬子（教育家）
- 玄孫：清浦夏實（演員・歌手）

## 榮譽
- 1902年（明治35年）2月27日－男爵。
- 1903年（明治36年）12月26日－勲一等瑞寶章。
- 1906年（明治39年）4月1日－勲一等旭日大綬章。
- 1907年（明治40年）9月21日－子爵。
- 1920年（大正9年）9月4日－勲一等旭日桐花大綬章。
- 1928年（昭和3年）11月10日－伯爵。
- 1942年（昭和17年）11月5日－大勲位菊花大綬章。

| 官衔                                     | 官衔                                                                                            | 官衔                                  |
| ---------------------------------------- | ----------------------------------------------------------------------------------------------- | ------------------------------------- |
| 內閣                                     |                                                                                                 |                                       |
| 前任： 山本權兵衛                        | 內閣總理大臣 1924年1月7日－1924年6月11日                                                        | 繼任： 加藤高明                       |
| 樞密院                                   |                                                                                                 |                                       |
| 前任： 無 上一相同頭銜：山縣有朋         | 議長 1922年2月8日－1924年1月7日                                                                 | 繼任： 無 下一相同頭銜：濱尾新        |
| 前任： 芳川顯正                          | 副議長 1917年3月20日－1922年2月8日                                                              | 繼任： 無 下一相同頭銜：濱尾新        |
| 顧問官 1906年4月13日－1917年3月20日      |                                                                                                 |                                       |
| 內務省                                   |                                                                                                 |                                       |
| 前任： 芳川顯正                          | 內務大臣 1905年9月16日－1906年1月7日                                                            | 繼任： 原敬                           |
| 前任： 勝間田稔                          | 警保局長 1884年2月25日－1891年4月9日                                                            | 繼任： 小松原英太郎                   |
| 農商務省                                 |                                                                                                 |                                       |
| 前任： 平田東助                          | 農商務大臣 1903年7月17日－1906年1月7日                                                          | 繼任： 松岡康毅                       |
| 司法省                                   |                                                                                                 |                                       |
| 前任： 金子堅太郎 大東義徹 芳川顯正      | 司法大臣 1901年6月2日－1903年9月22日 1898年11月8日－1900年10月19日 1896年9月26日－1898年1月12日 | 繼任： 波多野敬直 金子堅太郎 曾禰荒助 |
| 前任： 無（上一相同頭銜： 三好退蔵）     | 司法次官 1892年8月22日－1896年9月26日                                                           | 繼任： 無（下一相同頭銜： 横田國臣）  |
| 議會席位                                 |                                                                                                 |                                       |
| 貴族院                                   |                                                                                                 |                                       |
| 議員（敕選） 1891年4月9日－1906年5月17日 |                                                                                                 |                                       |
| 貴族爵位和頭銜                           |                                                                                                 |                                       |
| 清浦（奎吾）伯爵家                       |                                                                                                 |                                       |
| 前任： 陞爵                              | 1928年11月10日－1942年11月5日                                                                   | 繼任： 清浦保敏                       |
| 清浦（奎吾）子爵家                       |                                                                                                 |                                       |
| 前任： 陞爵                              | 1907年9月21日－1928年11月10日                                                                   | 繼任： 陞爵                           |
| 清浦（奎吾）男爵家                       |                                                                                                 |                                       |
| 前任： 敘爵                              | 1902年2月27日－1907年9月21日                                                                    | 繼任： 陞爵                           |

1. ↑  此时为大日本帝国，天皇握有实权，首相听从天皇意旨行政。